# Arzamaska Fabryka Maszyn

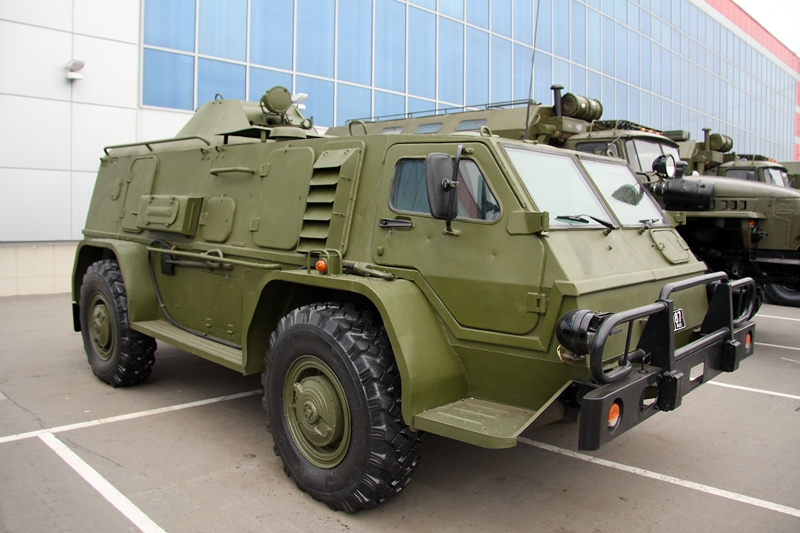
Samochód terenowy GAZ-3937

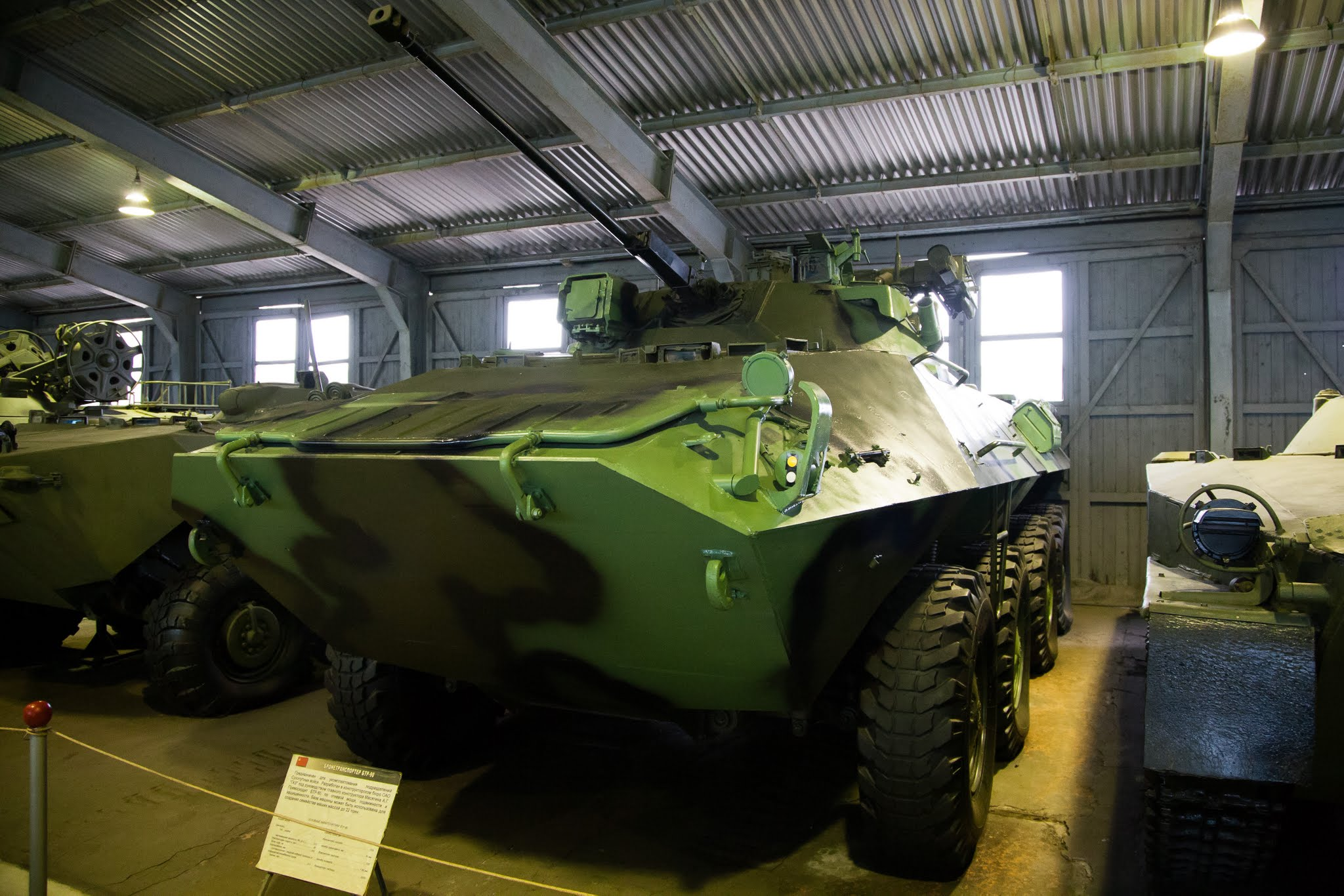
Transporter opancerzony BTR-90

Arzamaska Fabryka Maszyn (ros. Арзама́сский машинострои́тельный заво́д, Arzamasskij maszynostroitielnyj zawod, AMZ) – rosyjskie przedsiębiorstwo przemysłu zbrojeniowego z siedzibą w Arzamasie. Największy rosyjski producent kołowych transporterów opancerzonych.
Decyzją z dnia 8 kwietnia 2022 r. Rada Unii Europejskiej nałożyła na przedsiębiorstwo sankcje za wspieranie działań podważających integralność terytorialną, suwerenność i niezależność Ukrainy, poprzez produkcję transporterów opancerzonych BTR-80, które zostały użyte przez Rosję podczas inwazji na Ukrainę w 2022 r.

## Produkcja[2]
W zakładach produkowano seryjnie następujące pojazdy:
- kołowy transporter opancerzony BTR-70,
- opancerzony transporter rozpoznawczy BRDM-2
- kołowy transporter opancerzony BTR-80,
- kołowy transporter opancerzony BTR-90,
- samochód terenowy GAZ-2330 Tigr,
- wielozadaniowy amfibijny samochód terenowy GAZ-3937,